# Tempel van Mars (Via Appia)
De Tempel van Mars (Latijn:Aedis Martis) aan de Via Appia was de belangrijkste tempel ter ere van Mars in het Oude Rome.
Volgens de overlevering werd de tempel in 390 v.Chr. door Titus Quinctius aan Mars beloofd, in ruil voor zijn steun in de strijd van de Romeinen tegen de Galliërs, die onder Brennus Rome waren binnengevallen.
De tempel werd op 1 juni 388 v.Chr. ingewijd. De tempel groeide uit tot het belangrijkste heiligdom van Mars, die als sinds de 7e eeuw v.Chr. in Rome werd vereerd. De tempel lag niet in de stad zelf, maar stond buiten de stadsmuur, tussen de eerste en tweede mijlpaal aan de Via Appia. De locatie was dicht in de buurt van de derde-eeuwse Porta San Sebastiano.
De Tempel van Mars was het verzamelpunt voor Romeinse legioenen die op veldtocht gingen. In de tempel stond een cultusbeeld van Mars en waarschijnlijk enkele beelden van wolven. De tempel is na de oudheid verdwenen. Er zijn geen restanten van teruggevonden.

## Bron
- L. Richardson, jr, A New Topographical Dictionary of Ancient Rome, Baltimore - London 1992, pp.244-245 ISBN 0801843006